# René Gruau

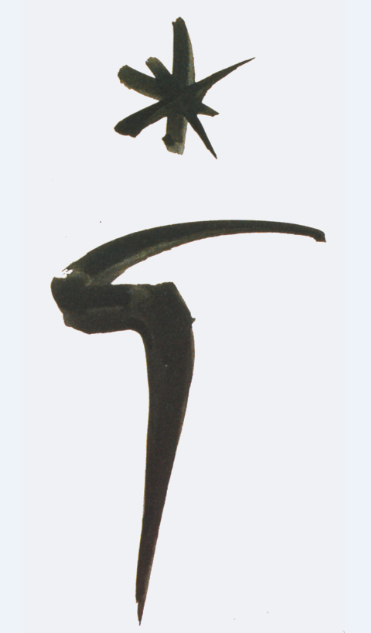
Firma di René Gruau

René Gruau, pseudonimo di Renato Zavagli Ricciardelli delle Caminate (Rimini, 4 febbraio 1909 – Roma, 31 marzo 2004) è stato un illustratore italiano.

## Biografia e carriera
Renato Zavagli Ricciardelli delle Caminate, figlio del conte Alessandro Zavagli Ricciardelli delle Caminate e della nobile parigina Marie de Gruau de la Chesnaie, visse a Rimini fino all'età di 7 anni, quando i suoi genitori si separarono. Il divorzio ufficiale dei genitori fu seguito con grande scalpore dalla stampa, soprattutto perché Marie de Gruau si affidò ad uno degli avvocati più conosciuti a quel tempo che anziché aiutarla si prese gioco di lei e riuscì a sottrarle la maggior parte dei suoi beni. Affidato alla madre, la sua vita fu scandita in base alle stagioni, da trascorrere ognuna in un luogo diverso: estate a Rimini, autunno a Milano, inverno tra Montecarlo e Parigi. Renato nutriva un forte attaccamento per la madre, che lo assecondava nelle sue passioni artistiche, a differenza del padre che preferiva per lui una carriera diplomatica. Tra il 1920 e il 1921 il giovane Renato, spronato dalla madre, fu allievo del pittore riminese Gino Ravaioli, primo e unico suo insegnante di disegno pittorico, con il quale imparò le basi del disegno e coltivò il suo talento.
A partire dal 1923, Renato si trasferì a Milano dove cominciò quasi subito a fare del suo talento artistico il suo lavoro, volendo aiutare economicamente la madre. Grazie alle conoscenze di Marie de Gruau, iniziò a lavorare come illustratore di moda per la rivista Lidel. Nei circa dieci anni trascorsi a Milano, l'artista divenne sempre più famoso, ampliando le sue conoscenze e collaborazioni con il mondo della moda. Renato si occupava di disegnare i figurini dei modelli delle varie case di moda, da pubblicare poi sulle riviste del settore. Oltre all'abbigliamento si occupava anche di arredamento e novelle. È tra il 1924 e il 1926 che Renato incominciò ad apporre la firma René Gruau alle sue opere, prendendo quindi il cognome della madre.
Agli inizi degli anni trenta, René Gruau si trasferì a Parigi, continuando la sua attività di illustratore e instaurando rapporti lavorativi sempre più rilevanti. Lavorava per riviste come Marianne e Le Figaro, ma anche per numerosi periodici come Chapeaux Mode, Die Dame, Die elegante Welt.
Il vero e proprio successo arrivò nel 1937 grazie alla collaborazione con la rivista Fémina, antagonista del Vogue francese. A partire da quel momento ebbero inizio tutte le sue collaborazioni con le più prestigiose case di moda parigine, tra le quali Patou, Lanvin, Lelong, Worth, Piguet, Rochas, Schiaparelli e Cristóbal Balenciaga; ma anche con altre riviste, come Marie Claire, Vogue, L'Officiel de la Couture et de la Mode de Paris, Très Chic.
Nel periodo successivo alla seconda guerra mondiale, René Gruau conquistò anche il successo internazionale grazie al lavoro presso l'atelier di Christian Dior, un grande amico con il quale condivideva la stessa visione stilistica sulla femminilità, riuscendo così a rappresentare egregiamente lo stile New Look. René amava molto la vita mondana parigina, come lui stesso raccontava: “Erano veramente anni d'oro per la moda. Parigi era una città brillante e straordinaria, c'erano sempre feste e balli. Era un periodo molto chic, io ero diventato improvvisamente molto famoso, mi cercavano da ogni parte, finalmente guadagnavo bene con il mio lavoro. Andavo molto volentieri alle feste”.

## Il contributo alla moda italiana
Lidel, il periodico italiano su cui Gruau esordì, abbracciava il progetto di un giornale elegante, colto e mondano che potesse competere con le analoghe testate francesi (anche se la subordinazione alle mode parigine era allora inevitabile). Se da un lato l'illustratore fu in grado di conferire alla testata un respiro internazionale grazie ad ambientazioni dal sapore hollywoodiano, dall'altro seppe garantire un discreto margine di autonomia alle proposte italiane, promuovendo modelli originali e, non di rado, creazioni proprie.
Per differenziare la sua vastissima produzione ricorse a vari pseudonimi, tra cui "Veneziani", "San Secondo" e "Borys", cui corrispondevano particolari declinazioni del suo stile.
Il successo che raggiunse velocemente gli aprì la strada a importanti collaborazioni, in ambito nazionale, con le riviste Eva, Dea, Donna, Sovrana, Bellezza, per le quali continuò a lavorare anche in seguito al trasferimento a Parigi e nonostante la politica protezionistica varata in Italia dal regime fascista. Se i canoni di bellezza promossi dalla dittatura mussoliniana non intaccarono mai l’eleganza delle sue donne efebiche, le iniziative di promozione di una moda tutta italiana non mancarono di coinvolgere l’artista, il quale, in tali occasioni, si firmava “Renato”. Oltre a disegnare le sfilate della Fiera Campionaria di Milano, partecipò nel 1933 alla “Mostra di figurini” organizzata da varie testate italiane presso la Galleria Il Milione di Milano nell’ambito della rassegna “Esponiamo della moda”. È così che René Gruau divenne una figura di riferimento per gli italiani che desideravano introdursi nel mondo della moda, capace di mantenere aperti i confini culturali tra Francia e Italia pur in periodo di guerra. Si articolava dunque, in assenza di un’industria nazionale della moda sviluppata e dall’immagine consolidata, come quella francese, il tentativo di costituire una prima temporanea identità italiana.
Ancora più incisiva fu la consulenza d’immagine fornita a varie case italiane nel secondo dopoguerra, tra cui l’azienda tessile Bemberg, il co-branding Lastex-Pirelli, il marchio Bassetti (sotto l'impulso di Beppe Modenese, imprenditore che ha rivestito un ruolo chiave nel lancio del Made in Italy, poi presidente onorario della Camera Nazionale della Moda Italiana), l'azienda calzaturiera Fratelli Rossetti, le firme Emilio Schuberth, Jole Veneziani e Laura Biagiotti. Con quest'ultima, in particolare, diede vita ad un duraturo sodalizio: bozzetti degli accessori, ideogramma del logo "LB", pannelli scenografici per le sfilate - proprio del teatro amava l'unicità di ogni rappresentazione, così come della haute couture il pezzo singolo – costituirono elementi che contribuirono profondamente all'affermazione del marchio romano.
Nel 1960 si prestò alla realizzazione della locandina del film La dolce vita del riminese Federico Fellini, l'unica produzione cinematografica in cui si fece coinvolgere, nonostante insistenti richieste fossero giunte da Hollywood sin dai suoi esordi.
Anche in quel periodo legò il suo nome alla pubblicistica collaborando, tra il 1949 e il 1975, con il periodico semestrale italiano Club, rassegna informativa sulla moda maschile, rivolto agli addetti del settore. Curò personalmente tutte le copertine, oltre alla rubrica Carnet di Gruau, per poi diventare presidente onorario del consorzio Clubists. Lavorare tra Francia e America gli consentì di essere considerato una voce accreditata in fatto di mode, tanto da anticipare la figura del trend-setter. Inoltre, la visibilità raggiunta gli valse il ruolo di testimonial di "Trasformazioni Tessili", azienda d'abbigliamento di cui lancia lo stile “Titiclub” (che ruotava attorno ad un innovativo modello di camicia privo di bottoni) che fu in grado di varcare i confini nazionali anche grazie al suo contributo.
Tra gli ultimi lavori figura la locandina della XV Mostra del Tessuto e del Tappeto d'Autore allestita alla Triennale di Milano nel 2000, riprodotta sulla copertina del catalogo.
La sua sensibilità nei confronti della cultura della moda è testimoniata dal ruolo di Visitor Professor rivestito all'Accademia del Costume e Moda di Roma, fondata nel 1964 per volontà di Rosana Pistolese, stilista e imprenditrice, promotrice di Mare Moda Capri, che fu profondamente influenzata dalla personalità di Gruau.

## Lo stile
Renato amava ricordare di essere “nato con la matita in mano”, a conferma della formazione da autodidatta. Il suo interesse per la moda è profondamente suggestionato dalla vita mondana cui la madre lo aveva introdotto. Il suo stile si distingue immediatamente nel panorama della pubblicistica grazie ad atmosfere cupe rese elegantemente da sottili ma decisi tratti allungati, a definire figure dal trattamento vagamente espressionista, ottenuto grazie alla prevalenza di tinte sature. Dopo varie collaborazioni con prestigiosi periodici di moda, decide di dedicarsi anche alla cartellonistica: la pubblicità, che egli considera un “problema di ordine visivo”, lo stimola e lo appassiona. Gruau si avvale a tal proposito di una vera e propria strategia comunicativa che sfrutta tecniche quali primissimo piano del soggetto, inquadratura a troncare l'immagine e linee diagonali, in modo da catturare l'attenzione dell'osservatore, guidarne lo sguardo e animare la rappresentazione. Articola inoltre scenari tridimensionali attraverso espedienti quali crachis a spruzzo, puntinatura e fondi sfumati.
Oltre a lavorare per inserzionisti appartenenti all'universo della moda, si presta anche alla committenza dei grandi music-hall parigini, il Moulin Rouge e il Lido. Emerge in questa produzione la conoscenza degli illustratori di fine XIX secolo e in particolare di Toulouse-Lautrec, Marcello Dudovich e Jules Cheret, allontanandosi invece dallo stile glamour delle pin-up americane.
Le sue fonti d'ispirazione riconducibili al panorama artistico del tempo, provengono soprattutto dall'artista Cappiello (il cui “arabesco” è assimilabile al concetto di linea per Gruau) e Sem, caricaturista della Parigi mondana. Ben più pervasiva è l'influenza dell'arte giapponese, le cui stampe tradizionali avevano già conquistato Gauguin e la corrente simbolista, cui il tratto forte e nitido di Gruau, associato alla stesura del colore a-plat, rimanda (cloisonnisme). Inoltre, la maestria dell'artista nello sfruttare la riserva, ovvero il bianco del supporto cartaceo, testimonia la padronanza della tecnica hara-oshi o impressione del vuoto, che permette di risaltare una figura delimitandola con una linea di contorno. Ancora, l'uso dei colori basici della pittura giapponese Sumi-e è valorizzato da una precisa consapevolezza: il bianco e il nero sono associati alla potenza del rosso, che viene recepito più rapidamente dall'osservatore avendo un'elevata lunghezza d'onda, fondamentale nel processo di memorizzazione delle immagini. L'equilibro percettivo che l'artista raggiunge grazie a questi accostamenti esalta la carica simbolica e il potere evocativo delle sue immagini.
L'ideale stilistico del mondo della moda e del lusso rappresentato dalle opere di René Gruau risente del forte cambiamento avvenuto in questo settore intorno agli anni ottanta. Non riuscendo ad adattarsi a tale cambiamento, Gruau continua a rappresentare sempre lo stesso tipo di atmosfere che, anche se riscuotono successo dal punto di vista della comunicazione, entrano in contrasto con il contesto contemporaneo. A partire da quegli anni, le stesse illustrazioni di moda verranno progressivamente sostituite dalla fotografia.